# West New Britain Province
West New Britain Province ist eine der 21 Provinzen von Papua-Neuguinea. Es umfasst die Westhälfte der Insel Neubritannien sowie die Vitu-Inseln und einige kleinere vorgelagerte Inseln. 
Die Provinz West New Britain (WNB) umfasst 21.200 km² und zählte im Jahre 2011 rund 264.264 Einwohner. Hauptstadt ist Kimbe mit 25.000 Einwohnern im Jahr 2011 – etwa fünfmal so viele wie noch 1980.
Weitere Orte sind Hoskins – Provinzhauptstadt von 1966 bis 1969 – und der hübsche alte Ort Talasea auf der Willaumez-Halbinsel in der nördlichen Kimbe-Bucht. Die vulkanische Nordküste gilt als äußerst fruchtbar.
West New Britain wurde erst 1966 zur eigenständigen Provinz. Die Regierung versuchte, mit einem landwirtschaftlichen Kommune-System den Rückstand zum etwas kleineren Ostteil der Insel aufzuholen.
In West-Neubritannien siedeln neben den Tolai (siehe auch East New Britain Province) die Kilenge an der Küste um Hoskins und die Lakalai zwischen Küste und Gebirge.

## Distrikte und LLGs
Die Provinz West New Britain ist in zwei Distrikte unterteilt. Jeder Distrikt besteht aus einem oder mehreren „Gebieten auf lokaler Verwaltungsebene“, Local Level Government (LLG) Areas, die in Rural (ländliche) oder Urban (städtische) LLGs unterschieden werden.
| Distrikt                     | Verwaltungszentrum | Bezeichnung der LLG-Gebiete |
| ---------------------------- | ------------------ | --------------------------- |
| Kandrian-Gloucester Distrikt | Kandrian           | Gasmata Rural               |
| Kandrian-Gloucester Distrikt | Kandrian           | Gloucester Rural            |
| Kandrian-Gloucester Distrikt | Kandrian           | Kandrian Coastal Rural      |
| Kandrian-Gloucester Distrikt | Kandrian           | Kandrian Inland Rural       |
| Kandrian-Gloucester Distrikt | Kandrian           | Kove-Kaliai Rural           |
| Talasea Distrikt             | Kimbe              | Bali-Witu Rural             |
| Talasea Distrikt             | Kimbe              | Bialla Rural                |
| Talasea Distrikt             | Kimbe              | Hoskins Rural               |
| Talasea Distrikt             | Kimbe              | Kimbe Urban                 |
| Talasea Distrikt             | Kimbe              | Mosa Rural                  |
| Talasea Distrikt             | Kimbe              | Talasea Rural               |